# اوژی (انه)
اوژی (به فرانسوی: Augy) یک کمون در فرانسه است که در ان (ا-دو-فرانس) واقع شده‌است. اوژی ۲٫۶ کیلومتر مربع مساحت دارد ۸۷ متر بالاتر از سطح دریا واقع شده‌است.